# Lilla Bommens bro

Lilla Bommens bro sedd från Kanaltorget.

Lilla Bommens bro var en järnvägs-, fordons- och gångbro över Östra Hamnkanalen, vid Lilla Bommens hamn i centrala Göteborg. Den knöt samman Sankt Eriks torg, väster om kanalen, med Kanaltorget, öster om. Bron hade tre järnvägsspår och var livligt trafikerad. Den raserades i samband med att kanalen fylldes igen 1936